# Opwarmen (sport)

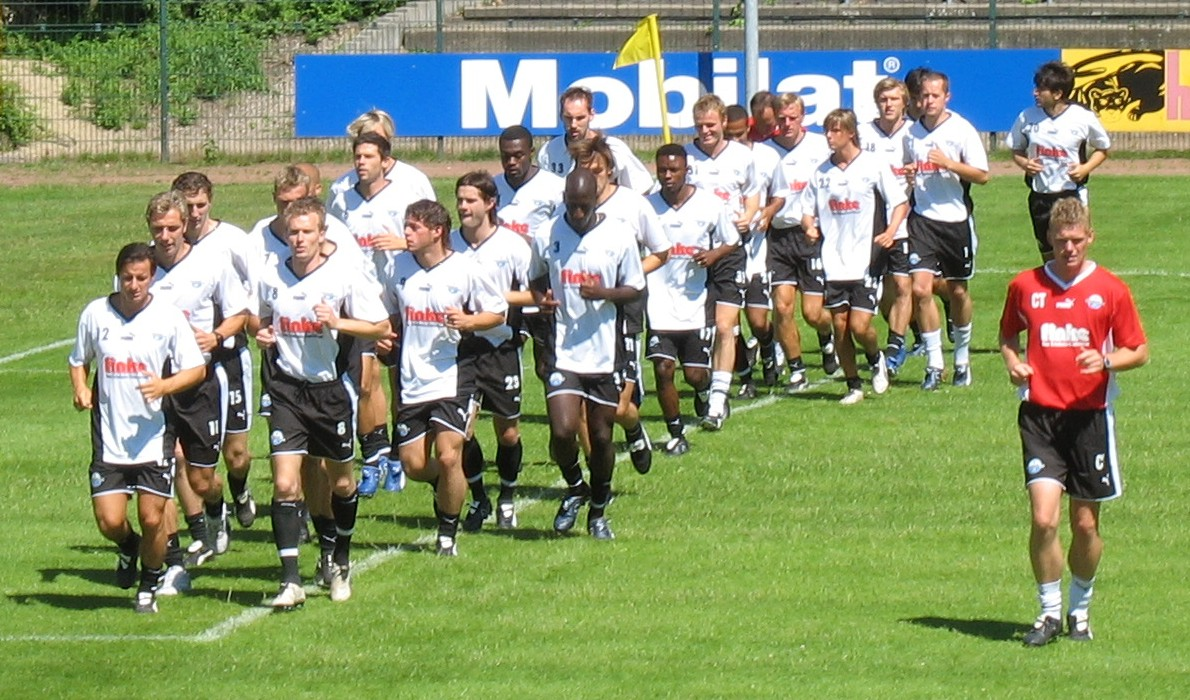
Een voetbalteam bezig met de warming-up

Opwarmen (of een warming-up) wordt doorgaans gedaan voorafgaand aan een training of sportbeoefening.
Over het algemeen bestaat een warming-up uit een geleidelijke verhoging van de lichamelijke activiteit, zodat de spieren warm worden en de hartslag omhooggaat. Het is van belang om de warming-up af te stemmen op de opvolgende activiteit, zodat de juiste spieren worden opgewarmd. Ook wordt een warming-up vaak gecombineerd met statische stretching, ook wel rek-/strekoefeningen. Uit onderzoek zijn er echter geen duidelijke voordelen van statische stretching gevonden.

## Voordelen
Het opwarmen verhoogt de effectiviteit van de training of prestatie en moet voorafgaand aan iedere trainingssessie of wedstrijd worden gedaan. Het is een onmisbaar onderdeel van een goed trainingsschema of om tijdens een wedstrijd optimaal te kunnen presteren. De warming-up initieert de productie van adrenaline, waardoor de hartslag omhooggaat. Ook wordt de zuurstofopname van het bloed verhoogd, en door de verhoogde temperatuur van de spieren gaat de viscositeit van het bloed omlaag, zodat het sneller door het lichaam gepompt kan worden.